# NGC 3722
NGC 3722 é uma galáxia elíptica (E) localizada na direcção da constelação de Crater. Possui uma declinação de -09° 40' 46" e uma ascensão recta de 11 horas, 34 minutos e 23,2 segundos.
A galáxia NGC 3722 foi descoberta em 1886 por Frank Leavenworth.